# Bibliothèque de la Pléiade
Pour les articles homonymes, voir Pléiade.

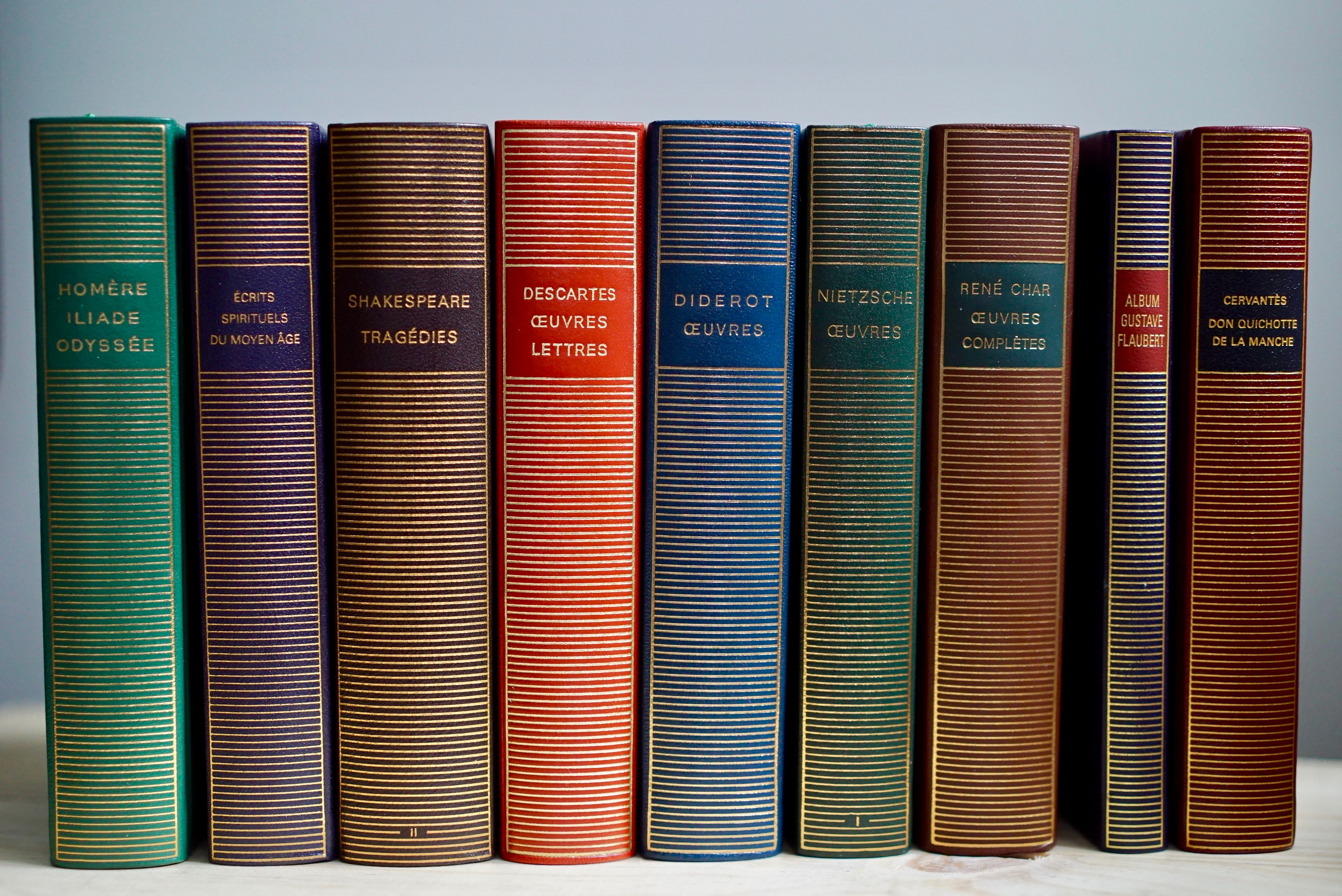
Pléiades dans les sept codes couleurs par période, plus les deux couleurs pour albums et hors-série.

La Bibliothèque de la Pléiade, publiée par les éditions Gallimard, est une des collections majeures de l'édition française. La qualité littéraire des écrivains qu'elle réunit et la qualité rédactionnelle de l'appareil critique inclus dans chaque volume font que la collection a acquis le statut d'une édition de prestige et de référence. Être publié dans « la Pléiade » représente une forme de consécration pour les écrivains et peu d’entre eux l'ont été de leur vivant. Désormais, elle publie les œuvres majeures non seulement de la littérature française, mais aussi de la littérature mondiale.
Sa reliure en cuir pleine peau et dorée à l'or en fait une édition de luxe. Imprimés sur papier bible, les exemplaires sont très compacts.
La Bibliothèque de la Pléiade est distincte des autres publications estampillées Pléiade, telles que les Albums de la Pléiade, l'agenda Pléiade, l'Encyclopédie de la Pléiade alors que l'usage fait que, par métonymie, un (ou une) Pléiade désigne un ouvrage appartenant à cette collection.

## Historique
En janvier 1923, Jacques Schiffrin, un éditeur juif originaire de Bakou en Azerbaïdjan, crée Les Éditions de la Pléiade, J. Schiffrin & Cie – localisées au 7, rue Chaptal puis au 6, rue Tournefort et enfin au 2, rue Huyghens – qui préfigurera la future collection homonyme. Le premier volume paraît en avril.

### Création de la collection

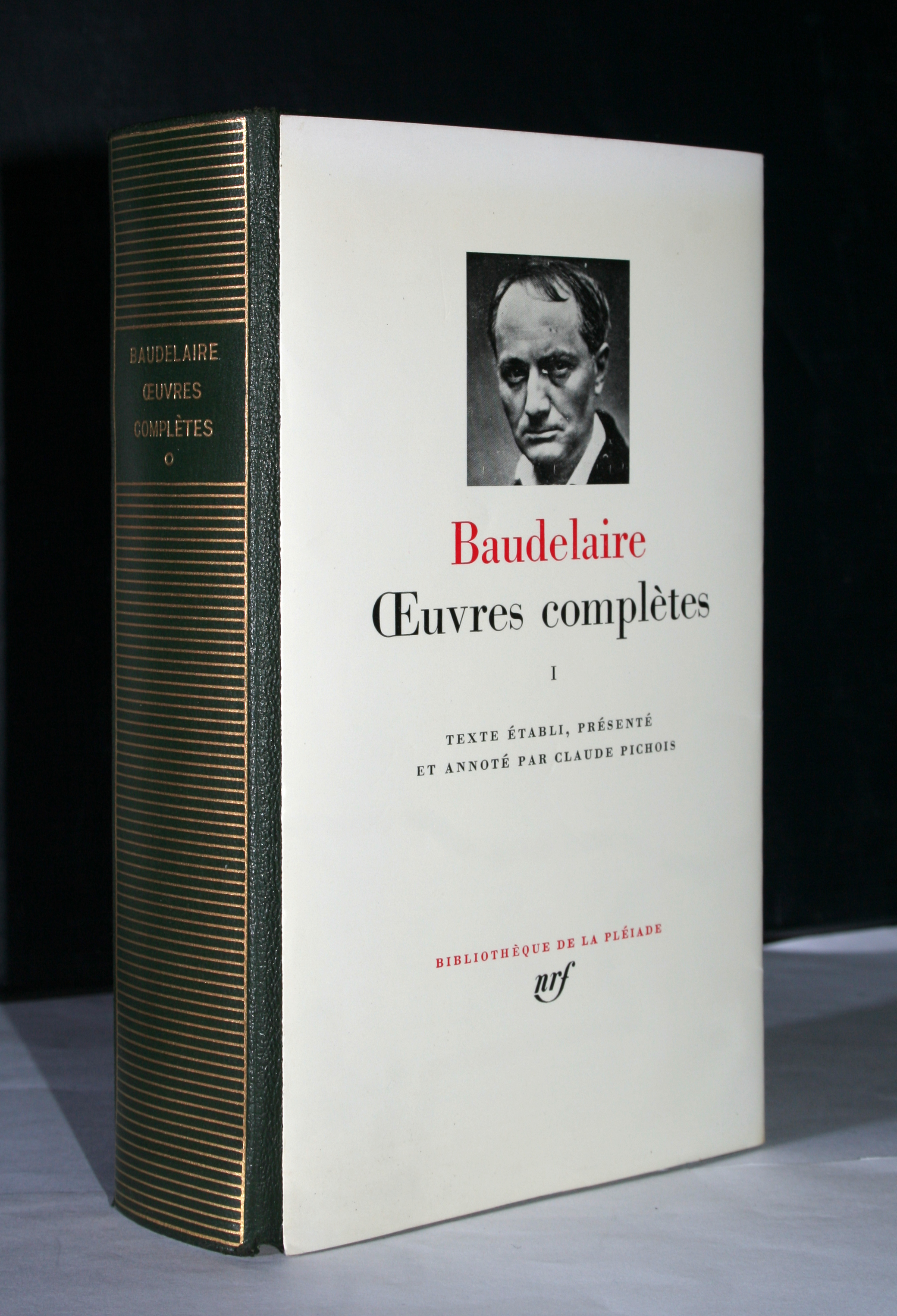
Baudelaire, Œuvres complètes, volume no 1 de la collection, édition de 1975.

En 1931, Jacques Schiffrin crée une collection innovante : la Bibliothèque de la Pléiade, dont le nom évoque tout à la fois la constellation, le groupe des poètes du XVIe siècle et un groupe de classiques russes influencés par Pouchkine,. Schiffrin souhaite proposer au public des œuvres complètes d'auteurs modernes et classiques comme le faisaient déjà les Classiques Garnier, mais en offrant un format poche plus compact et durable grâce au papier bible – inspiré des missels paroissiens dont la durée de vie est garantie plusieurs centaines d'années – et à une reliure en cuir souple. Pour Philippe Roussin, directeur de recherches au CNRS, les caractéristiques de la collection marquent « le signe de la sacralisation de la littérature ou de la sécularisation du livre ».
Le premier volume, paru le 10 septembre 1931, est le tome 1 de l'œuvre de Charles Baudelaire. Suivent rapidement une douzaine de volumes consacrés principalement aux romanciers et poètes du XIXe siècle, français mais également étrangers. Dès sa fondation, la collection s'étend au-delà des classiques, des latins et des grecs ou du Grand Siècle. Les auteurs consacrés par un volume de la Pléiade sont alors introduits par un écrivain notoire (André Gide, André Malraux, Jean Giono…) qui donne un avis subjectif sur l'œuvre. La collection se veut « monument culturel » en construction lente, pour rassembler une « littérature en mouvement », et elle connaît dès sa fondation un franc succès auprès des lecteurs.

### Intégration à la NRF
André Gide et Jean Schlumberger, créateurs de la Nouvelle Revue française (NRF), s'intéressent au travail de ce nouvel éditeur et réussissent à convaincre Gaston Gallimard d'acquérir la collection pour sa maison d'éditions. La Bibliothèque de la Pléiade intègre les éditions Gallimard le 31 juillet 1933. 

### Changement de direction sous l'Occupation
En novembre 1940, Jacques Schiffrin est licencié par Gaston Gallimard, qui choisit d'obéir aux lois sur le statut des Juifs ; il s’exile à New York, aux États-Unis. Cette décision provoque la « consternation » de Roger Martin du Gard et l'« indignation » d'André Gide. Elle engendre également un conflit juridique et financier entre Gallimard et Schiffrin, portant sur le montant du coût des droits de Schiffrin sur la Pléiade, mise en rapport avec le bénéfice éditorial de la collection pour la maison Gallimard. En 2011, à l'occasion de la cérémonie de remise de la Légion d'honneur à titre posthume à Schiffrin, le journaliste John R. MacArthur estime dans le quotidien québécois Le Devoir que cette décision contribue à compenser les torts commis par « Gallimard [qui prit] la décision de balayer Jacques Schiffrin, de se plier à l’autorité des Allemands [et qui] ne reconnaîtra jamais ses vraies obligations financières, ni sa dette morale ». 
Après l'éviction de Schiffrin, Jean Paulhan récupère la direction de la collection. Selon Thierry Discepolo, la Pléiade est par la suite mise au service de la propagande nazie, en traduisant notamment le théâtre complet de Goethe, sous l'égide d'Ernst Jünger. Dans un droit de réponse, Antoine Gallimard conteste cette assertion en indiquant que :
- Ernst Jünger était notoirement hostile à Adolf Hitler ;
- le projet d'éditer Goethe datait d'avant la guerre ;
- la préface en a été confiée par le responsable de l'édition, le philosophe marxiste Bernard Groethuysen, à André Gide ;
- l'œuvre de Goethe se situe « aux antipodes des sources de l'idéologie nazie » ;
- la justice a reconnu que Gaston Gallimard « avait bel et bien œuvré en faveur du maintien de la culture française sans se compromettre avec l’occupant »[11].

### Développement
Les littératures espagnole et anglaise entrent dans la collection dès les années 1930 avec Cervantès (en 1934) et le théâtre de Shakespeare (en 1938), suivies dans les années 1940 par les littératures allemande et russe avec le théâtre de Goethe (en 1943) et Guerre et Paix de Tolstoï (en 1945). La littérature italienne entre dans la collection dans les années 1950 (après Machiavel en 1952, paraissent les œuvres de Dante en 1965, Goldoni en 1972 et Pirandello en 1977).
Rapidement, la bibliothèque de la Pléiade développe l'appareil critique important qui entoure le texte et offre une approche scientifique, faisant d'elle une collection de référence. La parution, en 1953, des Œuvres d'Antoine de Saint-Exupéry fait entrer la Pléiade dans les collections à succès. Avec Les Portiques, le Club français du livre envisage d'affronter Gallimard sur ce terrain, mais y renonce pour des raisons stratégiques. 
À partir de la fin des années 1950, la Pléiade publie les textes sacrés (L'Ancien Testament paraît en 1956 et 1959, Le Coran en 1967, puis Le Nouveau Testament en 1971) et les textes philosophiques : après Platon en 1940 et 1943, puis Spinoza en 1954, un volume intitulé Les Stoïciens paraît en 1962 ; le premier volume des œuvres de Marx est publié en 1963 ; ensuite paraissent en 1980 Kant et le premier tome des Philosophes taoïstes.
Dans les années 1960 et 1970, la collection s'étend aux littératures étrangères contemporaines : Hemingway est le premier écrivain étranger du XXe siècle publié dans la collection (en 1966 et 1967) ; il est suivi par Kafka (en 1976), Faulkner (en 1977) et García Lorca (en 1981). La Pléiade explore des corpus nouveaux : les femmes écrivain (Madame de Sévigné de 1953 à 1957, George Sand en 1970 et 1971, Yourcenar en 1982), les classiques chinois (Au bord de l'eau paraît en 1978) et les correspondances : Stendhal (à partir de 1962), Voltaire (début de la première édition en 1963), Baudelaire et Flaubert à partir de 1973 .
Au début des années 1980, la collection atteint son pic en termes de ventes, avec 450 000 exemplaires vendus chaque année, avant trois décennies d'érosion lente des ventes. Dans les années 1990, la Pléiade s'ouvre aux littératures norroise (avec les sagas des Islandais), danoise (Hans Christian Andersen), indienne en sanskrit (le Ramayana et les œuvres de Somadeva) et japonaise (œuvres de Jun'ichirō Tanizaki). L'édition des œuvres de Nathalie Sarraute (en 1996) ouvre la voie à la publication des auteurs du Nouveau Roman : Claude Simon (en 2006) et Marguerite Duras (en 2011). La collection commence la publication d'anthologies bilingues de poésie (allemande en 1993, espagnole en 1995, ...). En 1999, Antoine Gallimard crée la Lettre de la Pléiade envoyée trimestriellement aux membres du Cercle de la Pléiade (l'adhésion y est libre et gratuite).
Les années 2000 sont marquées par deux innovations avec l'entrée dans la Pléiade d'auteurs considérés jusqu'alors comme plus « populaires » tels que Robert Louis Stevenson (2001), Walter Scott (2003), Georges Simenon (2003), Boris Vian (2010), Jules Verne (2012), Mark Twain (2015) et Jack London (2017) et l'ouverture de la collection aux sciences humaines et sociales avec des volumes consacrés à Claude Lévi-Strauss (2008) puis à Michel Foucault (2015) et Georges Duby (en 2019). Les littératures norvégienne et portugaise entrent dans la Pléiade avec l'édition des poésies de Fernando Pessoa en 2001 et du théâtre de Henrik Ibsen en 2006.
Dans les années 2010, Gallimard commence la publication d'anthologies thématiques comme Frankenstein et autres romans gothiques (en 2014), Dracula et autres écrits vampyriques (en 2019) et L'Espèce humaine et autres écrits des camps (en 2021). Le rachat en juin 2021 par le groupe Madrigall, la maison mère de Gallimard, des Éditions de Minuit permettra la publication dans la Pléiade des œuvres complètes de Samuel Beckett et d'autres auteurs des Éditions de Minuit : l'éditeur de Beckett restait opposé jusque dans les années 2010 à la publication de ses œuvres dans la Pléiade.
La Pléiade est aujourd'hui une collection à caractère encyclopédique, véritable référence dans le monde universitaire,. Caractérisée par la richesse de son contenu et la rigueur de sa forme, elle est considérée comme le « fleuron des Éditions Gallimard » et la « Rolls-Royce de l'édition ».

### Albums de la Pléiade
La bibliothèque de la Pléiade publie un album de la Pléiade chaque année depuis 1962. Ces petits volumes sont consacrés à un auteur ou à une période (Les Auteurs de la Révolution française en 1989, le Théâtre classique en 1970) ou un thème (la NRF en 2000) ou une œuvre (le livre du Graal en 2008, le livre des Mille et Une Nuits en 2005). Ils sont offerts par les libraires aux clients qui achètent trois volumes de la Pléiade.

### Directeurs littéraires depuis la création de la collection
Les directeurs successifs de la Pléiade ont été :
- 1931-1940 : Jacques Schiffrin
- 1940-1946 : Jean Paulhan
- 1946-1959 : Raymond Gallimard et son fils Michel Gallimard, Robert Gallimard puis Antoine Gallimard
- 1959-1966 : Jean Ducourneau
- 1966-1987 : Pierre Buge
- 1988-1996 : Jacques Cotin
- Depuis 1996 : Hugues Pradier

### Édition italienne
La maison d'édition italienne Einaudi a développé en 1992, en collaboration avec Gallimard, une édition identique en tout point à la Pléiade mais en langue italienne et consacrée principalement aux auteurs romains et italiens (Tacite, Ovide, Machiavel, Ugo Foscolo, Cesare Pavese, Beppe Fenoglio…) et à quelques auteurs étrangers (Blaise Pascal, Voltaire, Percy Bysshe Shelley, Alexandre Herzen, Rainer Maria Rilke, Samuel Beckett…). Intitulée Biblioteca della Pléiade, cette collection possède actuellement une cinquantaine de volumes parus et des albums.

### Auteurs publiés de leur vivant dans la collection de la Pléiade
En 1939, André Gide est le premier à entrer de son vivant dans la collection avec la publication partielle de son journal. Un total de dix-huit auteurs ont reçu l'honneur d'être publié de leur vivant.
- 1939 : André Gide
- 1947 : André Malraux
- 1948 : Paul Claudel
- 1955 :
  - Henry de Montherlant
  - Roger Martin du Gard
- 1972 :
  - Julien Green
  - Saint-John Perse
- 1982 : Marguerite Yourcenar
- 1983 : René Char
- 1989 : Julien Gracq
- 1991 : Eugène Ionesco
- 1996 : Nathalie Sarraute
- 2008 : Claude Lévi-Strauss
- 2011 : Milan Kundera[17]
- 2014 : Philippe Jaccottet[18],[19]
- 2015 : Jean d'Ormesson
- 2016 : Mario Vargas Llosa[20],[21]
- 2017 : Philip Roth[22]

Des volumes de Borges, Céline, Giono, Sartre, Simon et Tournier étaient en cours de réalisation avec leur collaboration au moment de leur mort. Henri Michaux a décliné la proposition que lui avait faite Claude Gallimard et l'édition de ses œuvres a été réalisée plus de dix ans après sa mort.
La publication future des œuvres d'António Lobo Antunes a été annoncée en 2019, mais aucune date de parution n'a été donnée.

## Catalogue
Au 3 mars 2022, la collection regroupe plus de 982 ouvrages et plus de 250 auteurs (hors ouvrages collectifs)[réf. nécessaire] :
- Bibliothèque de la Pléiade : 867 volumes
- Albums de la Pléiade : 62 volumes
- Encyclopédie de la Pléiade : 53 volumes

Dans le catalogue, la mention « épuisé » signifie que le titre ne sera pas réimprimé (sauf exceptions). « Indisponible provisoirement » signifie que le titre sera réimprimé, mais à une date non fixée. Une « réimpression » est un retirage avec correction des coquilles et des fautes qui ont pu se glisser dans le premier tirage et éventuellement une nouvelle version d'une œuvre, voire l'ajout d'une nouvelle œuvre (comme dans l'addition d'Ouvrez dans les Œuvres complètes de Nathalie Sarraute). Une « nouvelle édition » est une édition entièrement refaite, avec de nouveaux éditeurs, où le plan, l’établissement du texte et l’appareil critique diffèrent de l'édition précédente.

### Les dix titres les plus vendus jusqu'en 2004

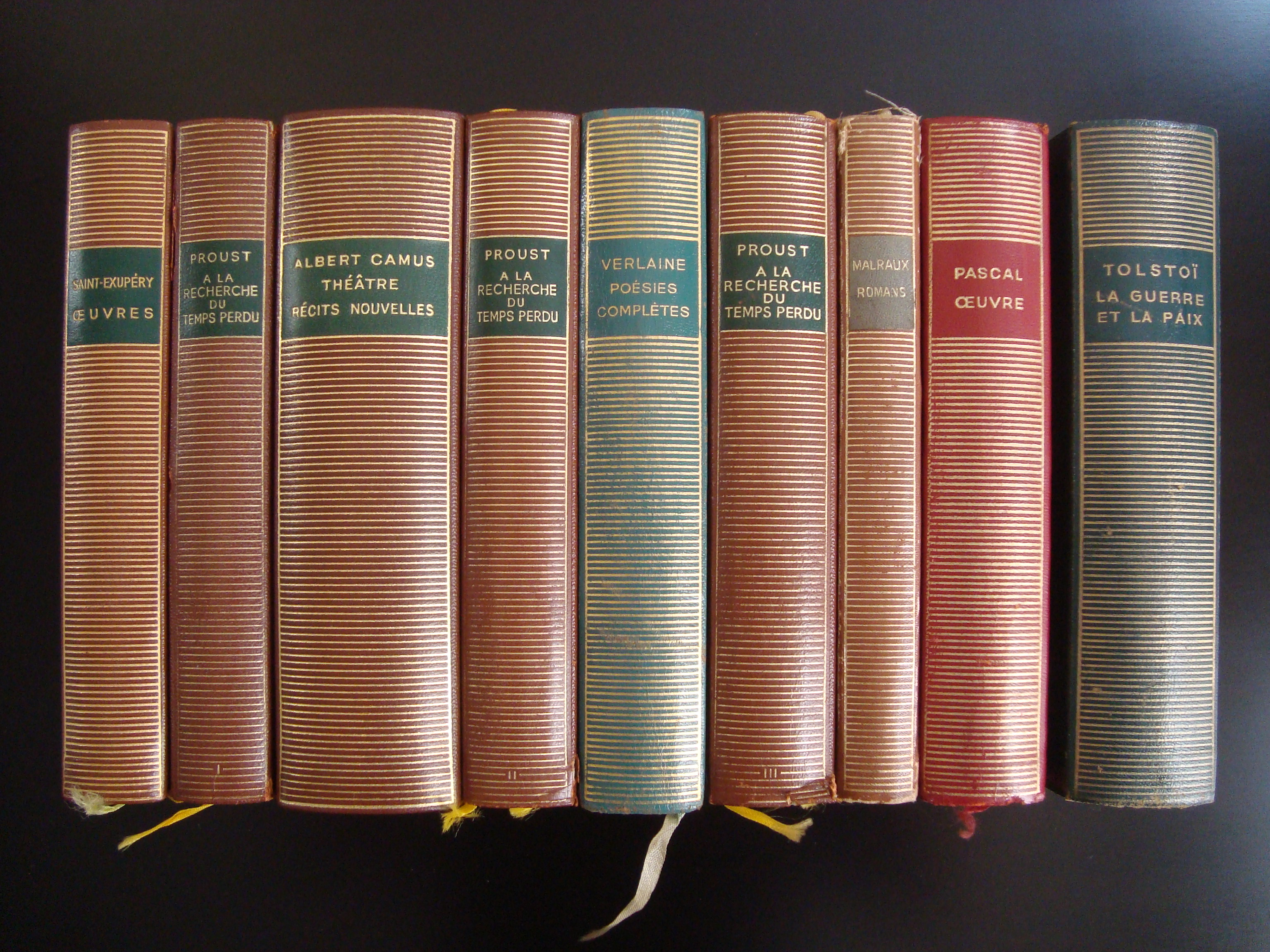
Les volumes les plus vendus dans la Pléiade (il manque Apollinaire).

Selon le palmarès sur le site officiel des éditions Gallimard en juin 2004 :
- Antoine de Saint-Exupéry : Œuvres (1953) : 340 000 exemplaires
- Marcel Proust : À la recherche du temps perdu, tome I (1954) : 250 000 exemplaires
- Albert Camus : Théâtre – Récits et Nouvelles (1962) : 218 000 exemplaires
- Marcel Proust : À la recherche du temps perdu, tome II (1954) : 208 000 exemplaires
- Paul Verlaine : Œuvres poétiques complètes (1938) : 207 000 exemplaires
- Marcel Proust : À la recherche du temps perdu, tome III (1957) : 198 000 exemplaires
- André Malraux : Romans (1947) : 160 000 exemplaires
- Guillaume Apollinaire : Œuvre poétique (1956) : 143 000 exemplaires
- Blaise Pascal : Œuvres complètes (1936) : 135 000 exemplaires
- Léon Tolstoï : La Guerre et la Paix (1945) : 134 000 exemplaires

En 2020, les ventes annuelles s'élèvent à 270 000 exemplaires. Les éditions Gallimard revendiquent un total de 23 millions d'exemplaires vendus de la collection depuis sa création, regroupant à cette date 228 auteurs.

### Domaines d'exploration
D'après les chiffres du site officiel mis à jour en juillet 2016 :
- Vingt domaines linguistiques explorés en 2016, dont vingt-sept auteurs (hors collectifs) anglais, quatorze auteurs russes[27] et dix auteurs allemands ;
- Une prédominance d'auteurs du XXe siècle (83 auteurs en 2016) et du XIXe siècle (66 auteurs (hors collectifs) en 2016)[27] ;
- Plus de trente anthologies en 2004, dont certaines bilingues (en allemand, anglais, italien, espagnol)[12] ;
- Onze nouveaux titres sont publiés par an en moyenne et 40 à 50 sont réimprimés[4],[12].

### Auteurs les plus présents dans le catalogue
Dix-sept volumes de la collection concernent les œuvres et la correspondance de Balzac, mais cet auteur en aura dix-huit à terme, quand le troisième volume des Œuvres diverses sera publié. Balzac possède donc le plus grand nombre de volumes dans la collection. Il est suivi par Voltaire avec seize volumes : treize pour la Correspondance et trois pour une partie de l'œuvre. Gustave Flaubert compte dix volumes : les cinq volumes des Œuvres complètes (il s'agit d'une nouvelle édition, qui remplace une ancienne édition d'Œuvres en deux volumes) et cinq volumes de Correspondance (plus un volume broché d'index). Saint-Simon et Dickens comptent neuf volumes chacun ; Giono, Green et Shakespeare (édition bilingue), huit volumes. Victor Hugo, huit volumes en 2021, comptera dix volumes, quand les tomes IV et V des Œuvres poétiques seront publiés ; toutefois ces dix volumes ne couvriront pas l'ensemble des écrits hugoliens, il est donc possible que ce nombre soit un jour dépassé. Le catalogue de la Pléiade compte dix numéros attribués à Stendhal mais seulement sept correspondent à des volumes disponibles : les trois volumes de la Correspondance, parus dans les années 1960, sont non seulement épuisés, mais aussi rayés du catalogue (« [ces numéros] ne sont pas attribués ») depuis 1998, cas unique.

## Esthétique de la collection

Logotype de La Pléiade.

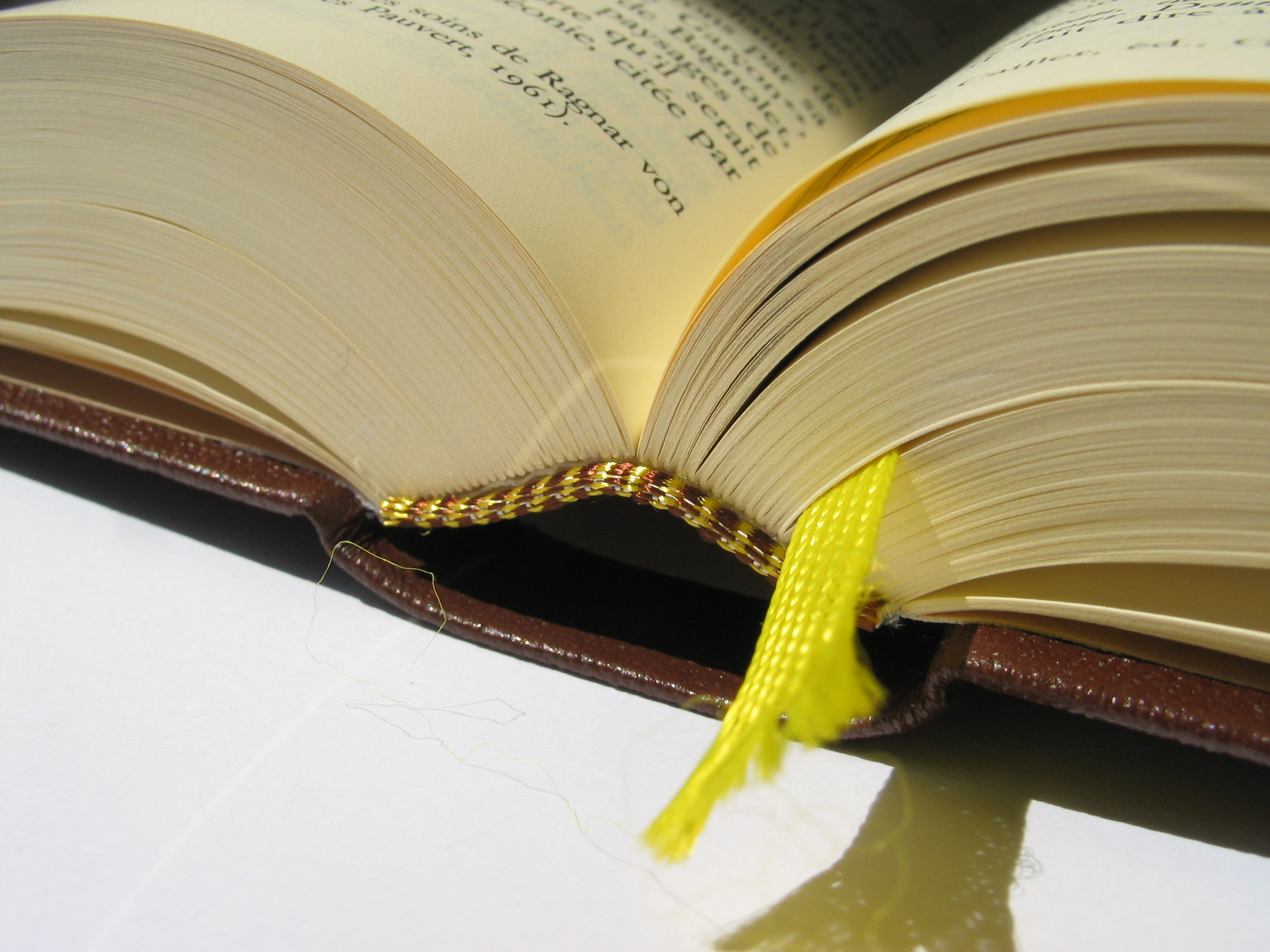
Reliure d'un exemplaire avec son cordon marque-page couleur or.

Depuis sa création en 1931, la collection obéit à une charte de fabrication rigoureuse et extrêmement précise. Les dimensions de l'ouvrage sont de 105 × 170 mm. Les livres sont aujourd'hui imprimés sur papier bible opacifié couleur chamois (36 g) garanti plusieurs centaines d'années, cousus-collés, reliés sous couverture pleine peau souple et dorés à l'or fin (23 carats),. Pendant la Seconde Guerre mondiale, en raison des pénuries de cuir, la reliure est en toile à l'imitation du cuir. C'est le cas, par exemple, de Jeux et sapience du Moyen Âge (61e volume), paru en 1941.

### Reliure
Si plusieurs imprimeurs se partagent les parutions, surtout Normandie Roto et Aubin traditionnellement, la reliure est effectuée depuis 1931 par un unique prestataire, les ateliers Babouot situés à Lagny-sur-Marne, qui réalisent environ 350 000 volumes par an. La part de la reliure dans le coût total de fabrication du livre est de 50 %.

### Charte intérieure
Les volumes de la Pléiade sont imprimés en caractères Garamond de chez Monotype de corps 9, une référence classique en matière de typographie adoptée en 1931. La recherche de l'élégance esthétique est illustrée par les nombreuses ligatures qu'on retrouve au fil des pages. La finesse du papier impose un parfait calibrage de la mise en page et de l'impression : le moindre décalage de lignes entre un recto et un verso, mais aussi entre deux pages proches apparaît par transparence et pourrait gêner la lecture. Dans cette même optique de confort de lecture, le papier bible est d'ailleurs opacifié chimiquement.
Par ailleurs, l'utilisation du nombre d'or dans le calcul des blancs (dans les pages de titre, avant et après les titres et intertitres) a pour but de définir un parfait équilibre dans les pages de chaque ouvrage.[réf. nécessaire]

### Aspect extérieur

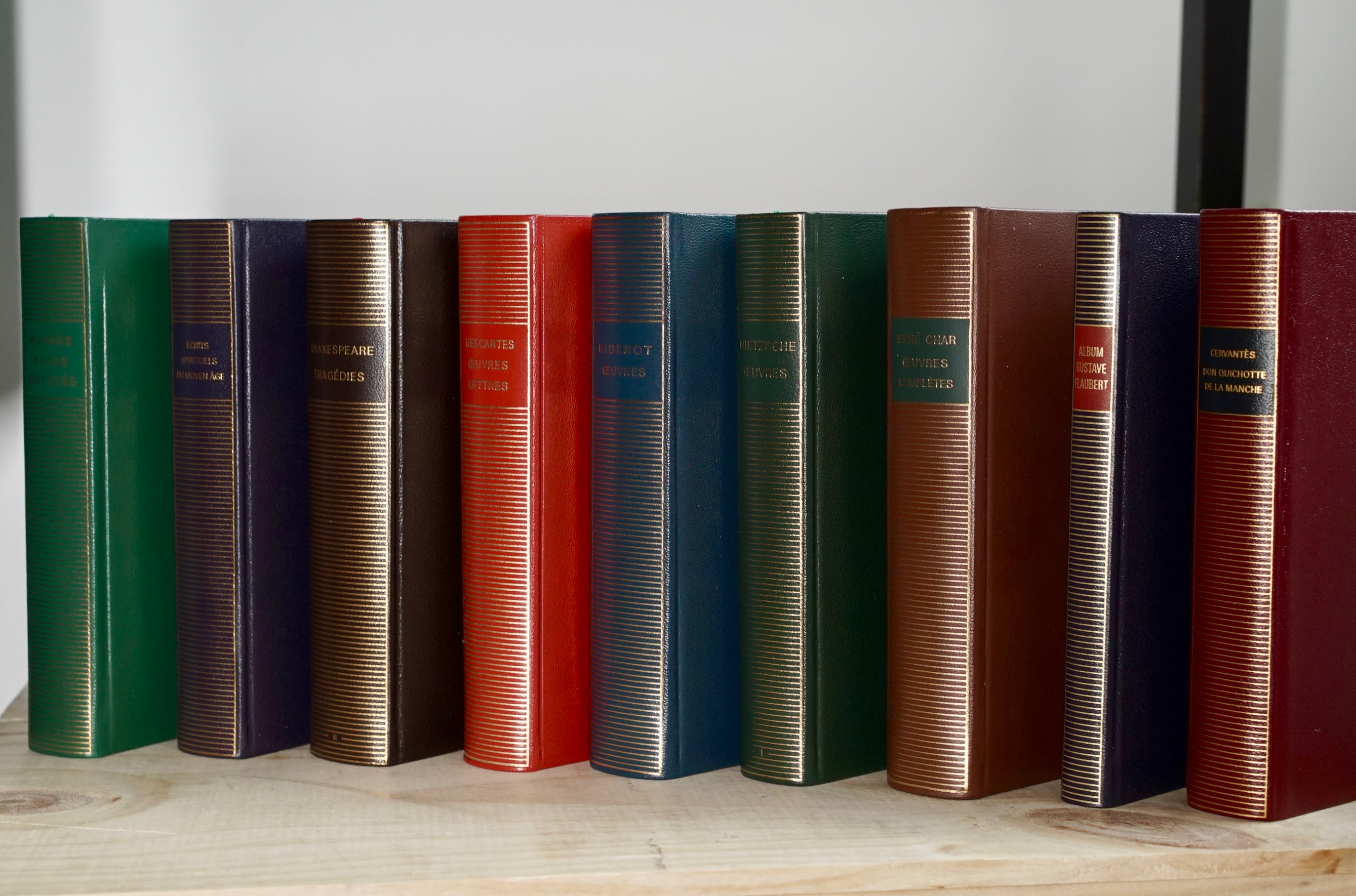
9 volumes de la Pléiade montrant les 7 codes couleur par période et les 2 couleurs pour Albums et Hors-série.

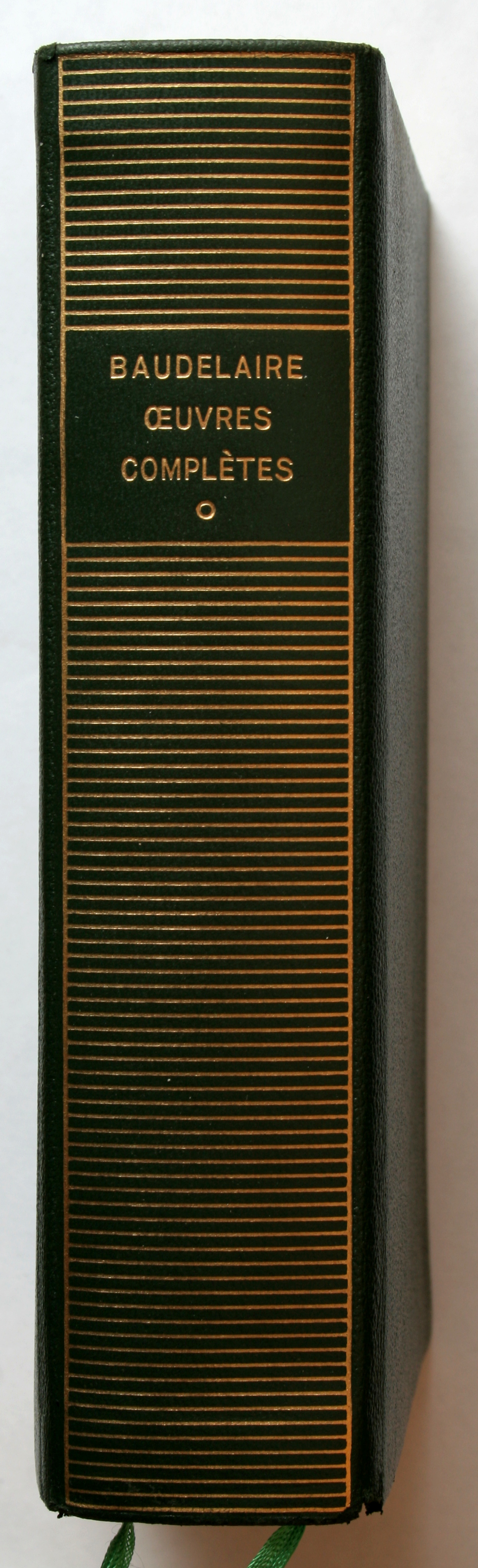
Dos de la reliure, dorée à l'or fin.

Depuis l'origine, l'extérieur des livres est vierge de toute inscription, sauf sur le dos qui ne présente que le nom de l'auteur et le contenu du volume (roman, œuvres complètes, théâtre, lettres...).
Depuis les tout débuts de la collection, la couleur de la reliure d'un volume dépend du siècle où a vécu son auteur. Le code des couleurs n'a jamais varié :
- havane pour la littérature du XXe siècle
- vert émeraude pour la littérature du XIXe siècle
- bleu pour la littérature du XVIIIe siècle
- rouge vénitien pour la littérature du XVIIe siècle
- corinthe pour la littérature du XVIe siècle
- violet pour la littérature du Moyen Âge
- vert antique pour la littérature antique

Trois exceptions à ce code concernent des ouvrages d'un type particulier :
- gris pour les textes de référence des principales religions monothéistes ;
- rouge Churchill pour les anthologies ainsi que pour la première édition de la Comédie humaine de Balzac (l'édition actuelle respecte la couleur normale du XIXe siècle) ;
- ponctuelles : noir pour la première édition des Mémoires de Saint-Simon (l'édition actuelle respecte la couleur normale du XVIIIe siècle), corinthe pour la deuxième édition de la Comédie humaine de Balzac (l'édition actuelle respecte la couleur normale du XIXe siècle) et crème pour la première édition des Œuvres poétiques complètes de Charles Péguy (l'édition actuelle respecte la couleur du XXe siècle).

Cette couleur se retrouve sur la tranche supérieure des livres.
Le dos des livres de la bibliothèque de la Pléiade est décoré par des filets dorés horizontaux (l'encyclopédie se différenciant par un dos décoré d'étoiles). Il s'agit d'un décor de dorures dit "à la grotesque". La pièce de titre est écrasée pour améliorer sa visibilité. Particularité pour les œuvres du XXe siècle : la couleur havane étant trop proche de l'or, la pièce de titre est de couleur verte. Autre particularité pour les volumes de Jean-Jacques Rousseau, qui sont légèrement différents des autres du XVIIIe siècle : la pièce de titre, sur le dos, est marron.
Depuis 2014, des tirages spéciaux réunissent en un seul volume des sélections de textes d'auteurs dont les œuvres sont réparties, en édition courante, sur plusieurs volumes. Les emboîtages sont illustrés, à l'image de ce qui se fait déjà pour les coffrets réunissant au minimum deux volumes. La reliure est bordeaux avec une pièce de titre grise, à l'aspect proche des reliures havane propres à la littérature du XXe siècle, mais plus sombre. Ces tirages concernent notamment les œuvres de Sade, Malraux, Conrad, Giono ou Proust.
Les Pléiade ont été successivement vendus sous jaquette blanche illustrée sous rhodoïd dans un étui de carton gris (jusque vers le milieu des années 1960), puis sous demi-jaquettes blanches illustrées sous rhodoïd dans un étui de carton brut gris (jusque vers le milieu des années 1980), enfin sous rhodoïd seul dans un étui de carton blanc illustré. Toutefois des éditions en coffret de carton illustré regroupent des volumes avec demi-jaquettes.

## Influences
Outre l'édition italienne Biblioteca della Pléiade, publiée par Einaudi depuis 1992, en collaboration avec Gallimard, la Pléiade a inspiré la création en Italie d'un projet parfaitement similaire, I Meridiani, créé en 1969 par Vittorio Sereni pour l'éditeur Arnoldo Mondadori et consacré à la littérature italienne et mondiale, qui compte actuellement plus de 300 volumes.
Dans les années 1970, le critique Edmund Wilson soutient le projet d'une collection similaire, intitulée Library of America, mais consacrée uniquement à la littérature américaine, et celle-ci publie son premier volume en 1982. Elle compte aujourd'hui près de 300 volumes.
Emmanuel Macron, dans son portrait officiel présidentiel réalisé en 2017 par la photographe Soazig de La Moissonnière, affiche sur son bureau trois volumes issus de la bibliothèque de la Pléiade ouverts à des œuvres précises : Mémoires de guerre de Charles de Gaulle, ouvert à sa droite, Le Rouge et le Noir de Stendhal et Les Nourritures terrestres d'André Gide, disposés l'un sur l'autre à sa gauche.

## Critiques
Les choix éditoriaux limités de la collection sont parfois critiqués. Le fait de publier des auteurs plus populaires (Georges Simenon, Boris Vian ou Jean d'Ormesson) par volonté commerciale plutôt qu'artistique est parfois dénoncé. De même que le choix de privilégier l'édition d'œuvres choisies plutôt que d'œuvres complètes. Le fait que certains auteurs aient une édition inachevée est également reproché à Gallimard.
Thierry Discepolo, fondateur des éditions Agone, critique dans Le Monde diplomatique le choix d'abandonner l'objectif premier de produire des livres de poche, pour privilégier une densification de l'appareil éditorial « avec : annexes, appendices, bibliographies, commentaires, gloses, notices, notes, variantes et autres métastases de la production universitaire dont l’éditeur a su tirer profit en faisant enfler le prix de ces volumes “savants” ». Dans un droit de réponse, Antoine Gallimard rétorque que l'augmentation de la pagination s'explique notamment par l'ajout d'œuvres ne figurant pas dans les éditions antérieures (notamment pour les classiques) ou encore que « la lecture de Rabelais exige aujourd’hui des précautions qui auraient été sans objet en 1934 ».